# Подгруппа железа
Подгру́ппа желе́за — химические элементы 8-й группы периодической таблицы химических элементов (по устаревшей классификации — элементы побочной подгруппы VIII группы).
В группу входят железо Fe, рутений Ru и осмий Os. На основании электронной конфигурации атома к этой же группе относится и искусственно синтезированный элемент хассий Hs, который был открыт в 1984 в Центре исследования тяжёлых ионов (нем. Gesellschaft für Schwerionenforschung, GSI), Дармштадт, Германия в результате бомбардировки свинцовой (208Pb) мишени пучком ионов железа-58 из ускорителя UNILAC. В результате эксперимента были синтезированы 3 ядра 265Hs, которые были надёжно идентифицированы по параметрам цепочки α-распадов. Одновременно и независимо эта же реакция исследовалась в ОИЯИ (Дубна, Россия), где по наблюдению 3 событий α-распада ядра 253Es также был сделан вывод о синтезе в этой реакции ядра 265Hs, подверженного α-распаду.

## Свойства
Все элементы группы 8 содержат 8 электронов на своих валентных оболочках. Два элемента группы — рутений и осмий — относятся к семейству платиновых металлов. Как и в других группах, члены 8 группы элементов проявляют закономерности электронной конфигурации, особенно внешних оболочек, хотя, как ни странно, рутений не следует этому тренду. Тем не менее, у элементов этой группы тоже проявляется сходство физических свойств и химического поведения:
Некоторые свойства элементов 8 группы
| Атомный номер | Химический элемент | Электронная оболочка    | Атомный радиус, нм | p, г/см³ | tпл, °C | tкип, °C | ЭО   |
| ------------- | ------------------ | ----------------------- | ------------------ | -------- | ------- | -------- | ---- |
| 26            | железо             | 2, 8, 14, 2             | 0,126              | 7,874    | 1535    | 2750     | 1,83 |
| 44            | рутений            | 2, 8, 18, 15, 1         | 0,134              | 12,41    | 2334    | 4077     | 2,2  |
| 76            | осмий              | 2, 8, 18, 32, 14, 2     | 0,135              | 22,61    | 3027    | 5027     | 2,2  |
| 108           | хассий             | 2, 8, 18, 32, 32, 14, 2 |                    |          |         |          |      |

## История
Железо как инструментальный материал известно с древнейших времён. История производства и использования железа берёт своё начало в доисторической эпохе, скорее всего, с использования метеоритного железа. Выплавка в сыродутной печи применялась в 12 веке до н. э. в Индии, Анатолии и на Кавказе. Также отмечается использование железа при выплавке и изготовлении орудий и инструментов в 1200 году до н. э. в Африке южнее Сахары.
Рутений открыт профессором Казанского университета Карлом Клаусом в 1844 году. Клаус выделил его из уральской платиновой руды в чистом виде и указал на сходство между триадами рутений — родий — палладий и осмий — иридий — платина. Он назвал новый элемент рутением в честь Руси (Ruthenia — латинское название Руси).
Осмий открыт в 1804 году английским химиком Смитсоном Теннантом в осадке, остающемся после растворения платины в царской водке.

## Распространение в природе и биосфере
В чистом виде в природе железо редко встречается, чаще всего оно встречается в составе железо-никелевых метеоритов. Распространённость железа в земной коре — 4,65 % (4-е место после кислорода, кремния и алюминия).
Считается также, что железо составляет бо́льшую часть земного ядра.
Содержание рутения и осмия в земной коре оценивается на уровне 2⋅10−11 %.
Рутений является самым распространенным платиновым металлом в человеке, но почти самым редким из всех. Не играет какой-либо биологической роли. Концентрируется в основном в мышечной ткани. Высший оксид рутения крайне ядовит и, будучи сильным окислителем, может вызвать возгорание пожароопасных веществ. Осмий, возможно, тоже существует в человеке в неощутимо малых количествах.

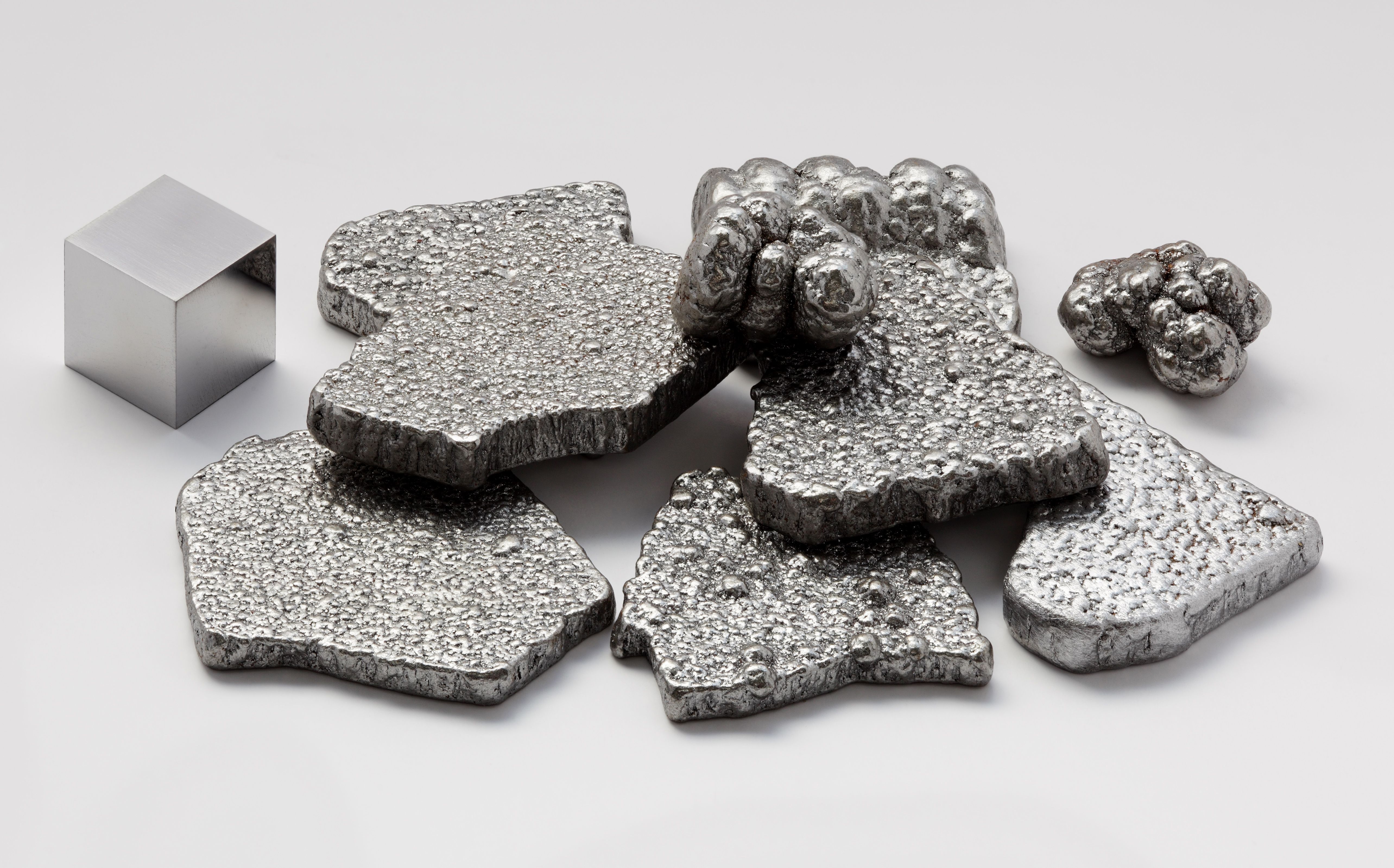
Железо, полученное электролизом, чистотой 99,97%. Вязкий металл серебристо-белого цвета.
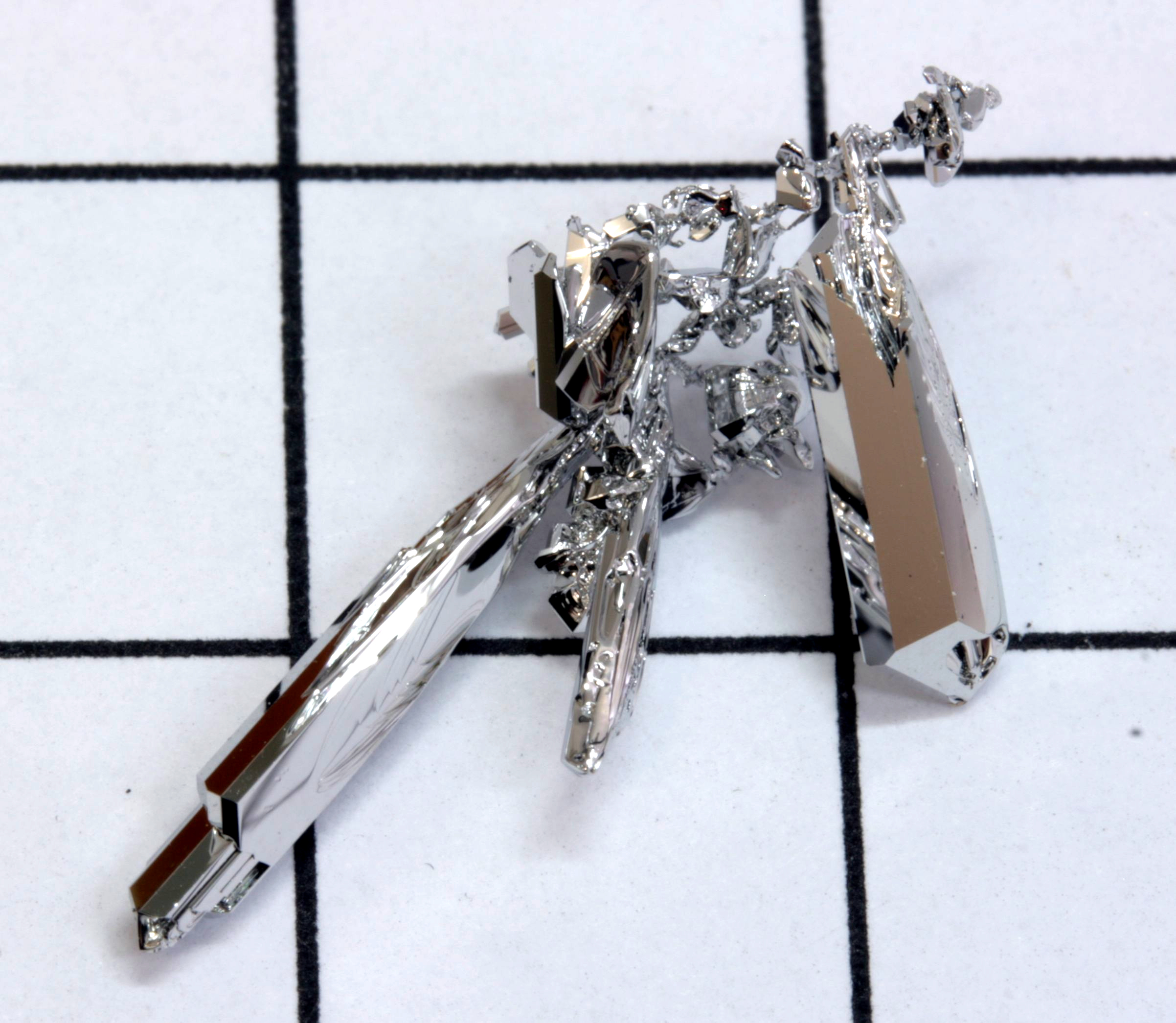
Кристаллы чистого рутения. Серебристо-белый металл.
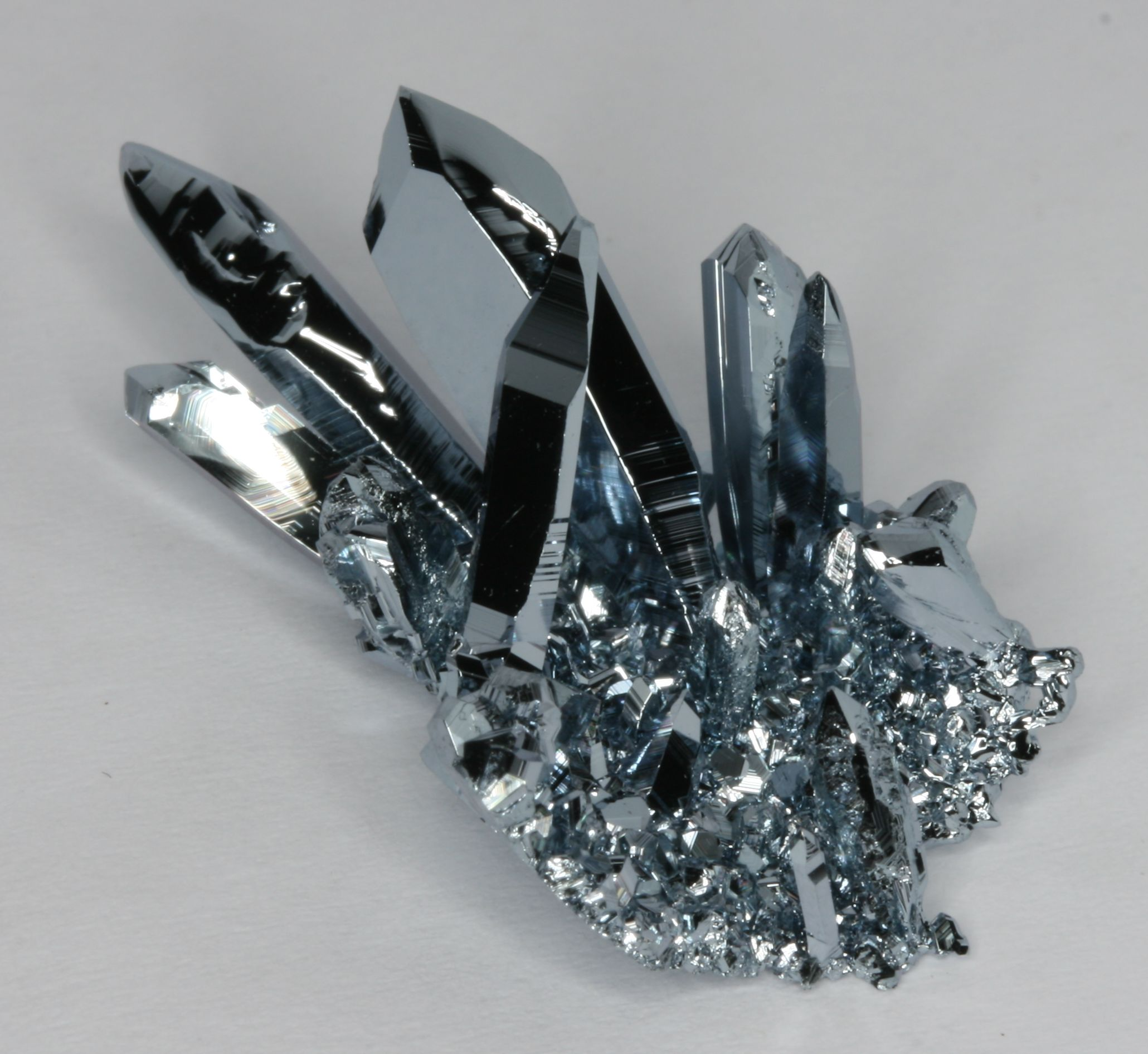
Кристаллы осмия чистотой ≈99,99%. Сине-белый блестящий твёрдый металл.